# Hornissenschwebfliege

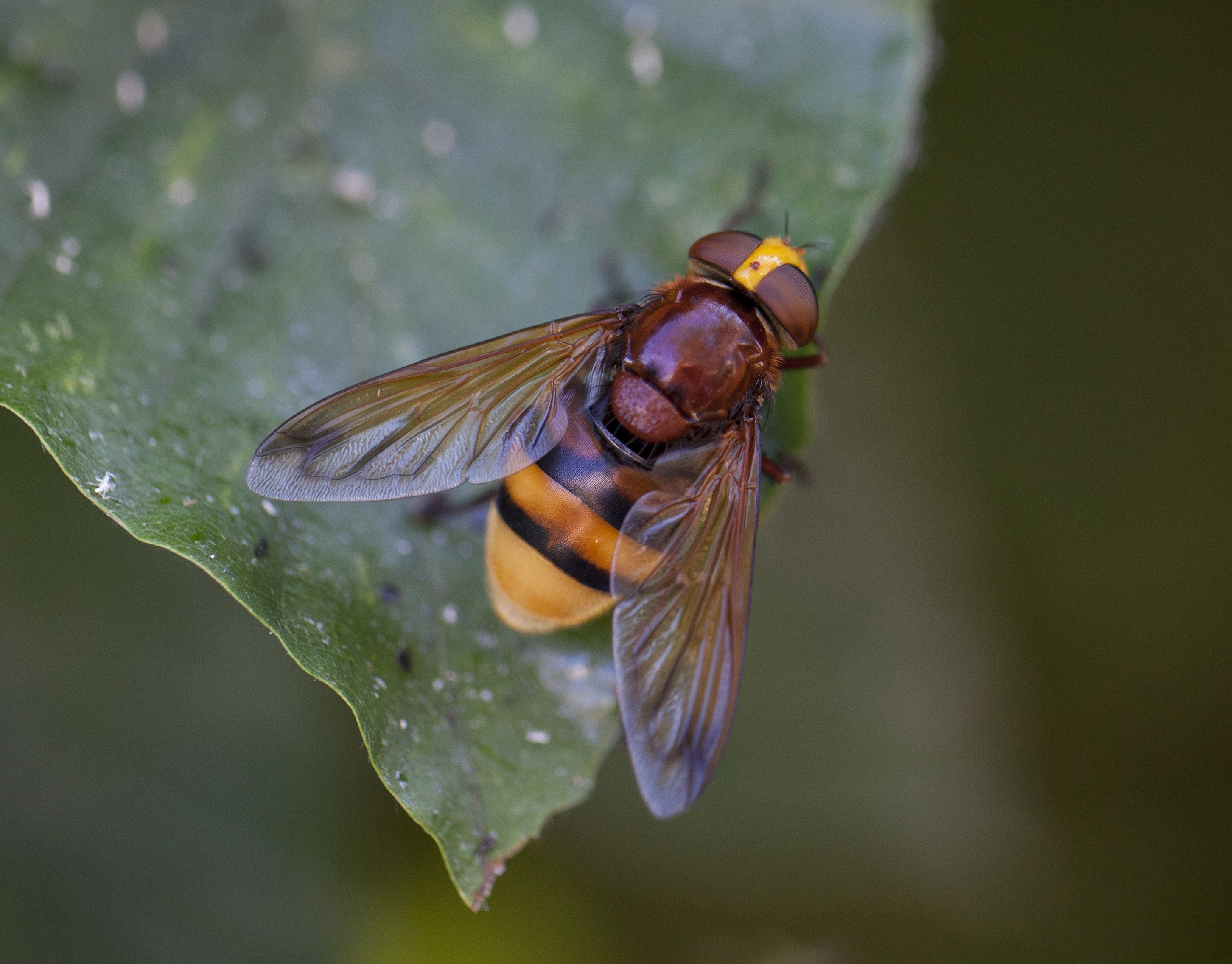
Dorsalansicht Hornissenschwebfliege

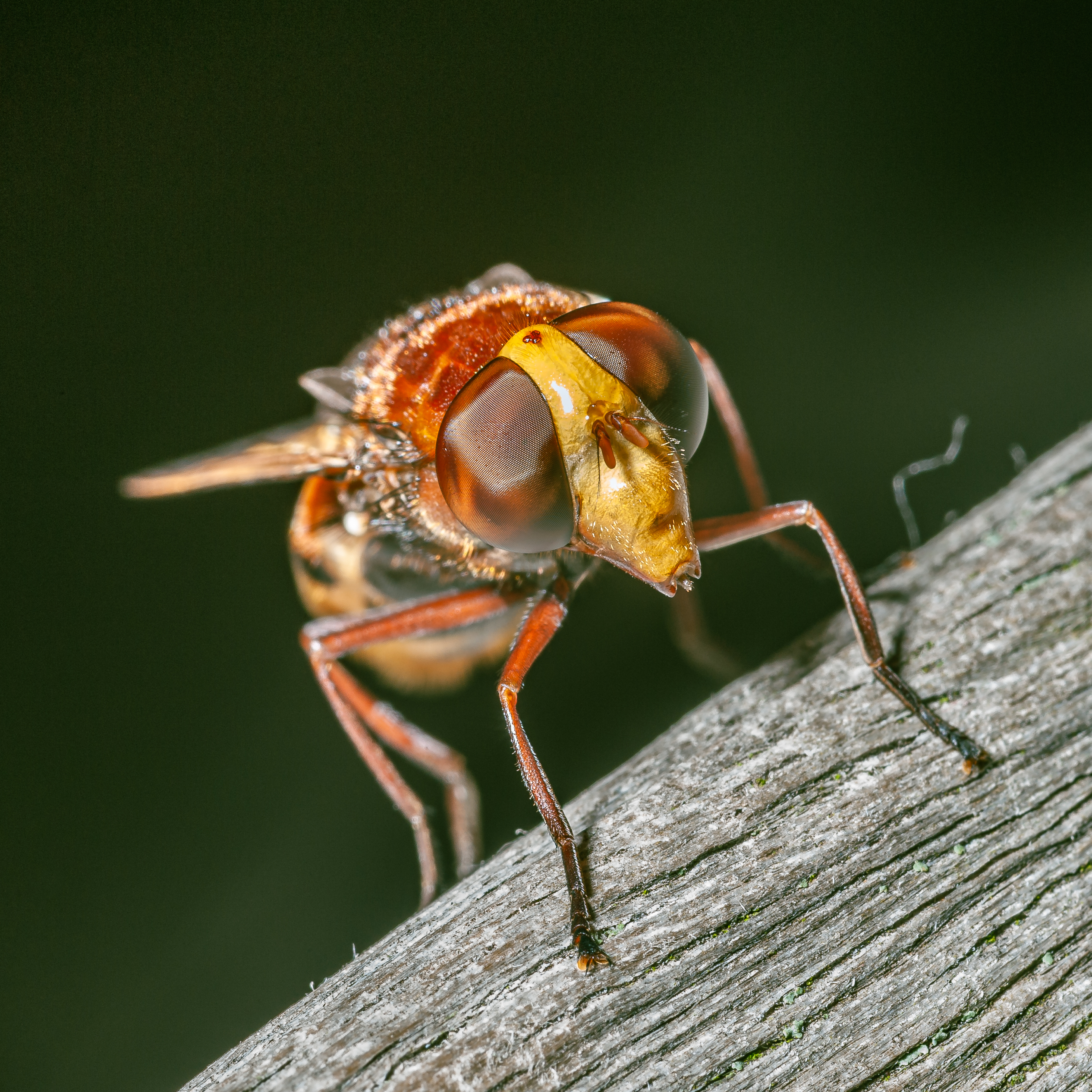
Frontalansicht

Die Hornissenschwebfliege (Volucella zonaria), auch Große Waldschwebfliege, Riesen-Hummelschwebfliege oder Gürtelschwebfliege genannt, ist eine Fliege aus der Familie der Schwebfliegen (Syrphidae). Dabei handelt es sich um die größte und schnellste Schwebfliege Mitteleuropas. Ihr Aussehen ähnelt der heimischen Hornisse (Vespa crabro).

## Merkmale und Mimikry
Die Fliegen erreichen eine Körperlänge von 16 bis 22 Millimetern und sind damit für mitteleuropäische Schwebfliegen relativ groß. Das Gesicht, die Stirn und auch die Fühler sind gelb gefärbt, die rostroten Facettenaugen sind dicht und kurz behaart. Die Facettenaugen der Männchen sind sehr nahe beieinander, so dass die Stirn sehr schmal ist. Das Mesonotum ist rotbraun glänzend, das Schildchen ist gelbbraun gefärbt. Der rotgelbe Hinterleib trägt zwei breite schwarze Binden. Dies unterscheidet die Art von der ähnlichen Gebänderten Waldschwebfliege (Volucella inanis), die ähnlich gefärbt ist, aber drei schwarze Binden am Hinterleib besitzt. Das erste Abdominalsegment ist schwarz. Auf der Stirn erscheint im für uns sichtbaren Lichtspektrum keine Abweichung der Körperzeichnung, aber im UV-Bild erscheint ein schwarzer Stirnfleck, charakteristisch für viele Hautflügler.
Sowohl Körperfärbung wie UV-Reflexionsverhalten und UV-Absorption imitieren in hohem Maße das optische Erscheinungsbild von Hautflüglern und erinnern an Hornissen, allerdings ist die Körperfärbung variabel und keine Kopie einer bestimmten Art. Diese Mimikry gestattet, sich leichter zur Eiablage deren Nestern zu nähern, außerdem könnte die optische, verhaltensmäßige und akustische Nachahmung vor Prädatoren (Vögel) und vor Konkurrenz durch Hautflügler beim Blütenbesuch schützen.
Die Flügel sind rotbraun gefärbt. Sie bewegen sich mit hoher Flügelschlagfrequenz, bis zu 300 Hertz (Schwirrflug). Damit können die Insekten längere Zeit an Ort und Stelle „schweben“. Der Flug ähnelt dem der Hummeln, zumal weibliche Hornissenschwebfliegen meist einen brummenden Flugton entwickeln, sich aber vom tiefen Fluggeräusch der Hornissen unterscheiden.

## Vorkommen
Hornissenschwebfliegen kommen in Europa und Asien bis in den Westen Sibiriens sowie in Nordafrika vor. Im Zuge der Klimaerwärmung dehnt sich zu Beginn des 21. Jh. das Verbreitungsgebiet ins südliche Nordeuropa aus. Sie leben auf Wiesen in der Nähe von Wäldern und fliegen in Mitteleuropa meist von Mai/Juni bis September. Die Imagines saugen Nektar an verschiedenen blühenden Pflanzen, wie beispielsweise an Baldrian, Oregano, Ross-Minze, Skabiosen, Hartriegel, Liguster, Kuhschellen oder Portulakgewächsen.

## Larven
Die Larven der Hornissenschwebfliege leben nach dem Schlupf als Kommensale in Nestern von Wespen, Hornissen oder Hummeln. Sie ernähren sich von toten und sterbenden Insekten und Detritus. Somit nimmt die Larve eine Art „Hygienefunktion“ durch Kadaverbeseitigung an einem Wespennest wahr. Die Larven werden etwa 20 mm lang. Vermutlich zur Tarnung wird die gelbweiße Färbung durch Anhaften von Erdteilchen an der Larve überdeckt.
Die Larve verpuppt sich im Erdreich, wo sie als Puppe überwintert. Im nächsten Frühjahr, etwa ab Anfang Mai, schlüpft eine neue Generation Hornissenschwebfliegen.